# Spas Gyurov
Spas Gyurov Stamenov, né le 7 février 1986, est un coureur cycliste et directeur sportif bulgare.

## Biographie
Spas Gyurov participe à la course en ligne des Jeux olympiques de 2012 à Londres, qui se conclut par un abandon. En 2013, il devient champion de Bulgarie du contre-la-montre et participe au championnat du monde du contre-la-montre, qu'il termine à la 63e place.
Fin 2013, il arrête sa carrière de coureur. Entre 2015 et 2017, il est directeur sportif de l'équipe Vorarlberg. Il reprend la compétition en 2019. En 2020, il devient pour la deuxième fois champion de Bulgarie du contre-la-montre.

## Palmarès
- 2005
  -  Médaillé de bronze du championnat des Balkans sur route espoirs
- 2007
  -  Champion de Bulgarie sur route espoirs
  - 3e du championnat de Bulgarie sur route
- 2008
  - 2e du Grand Prix Ost Fenster
- 2009
  - Tour de Kazantzakia :
    - Classement général
    - 1re (contre-la-montre par équipes), 2e et 3e étapes

  - 3e du championnat de Bulgarie sur route
- 2012
  - 2e du championnat de Bulgarie du contre-la-montre
- 2013
  -  Champion de Bulgarie du contre-la-montre
  - 2e du Tour de Bulgarie
  - 3e du championnat de Bulgarie sur route
- 2020
  -  Champion de Bulgarie du contre-la-montre
- 2021
  -  Champion de Bulgarie sur route
  -  Champion de Bulgarie du contre-la-montre

## Classements mondiaux
| Année                                 | 2009  | 2010  | 2011  | 2012 | 2013 | 2014 | 2015 | 2016 | 2017 | 2018 | 2019 | 2020 | 2021 |
| ------------------------------------- | ----- | ----- | ----- | ---- | ---- | ---- | ---- | ---- | ---- | ---- | ---- | ---- | ---- |
| Classement mondial                    |       |       |       |      |      |      |      | nc   | nc   | nc   | nc   | 896e | 778e |
| UCI Europe Tour                       | 1201e | 1143e | 1087e | 812e | 243e | nc   | nc   | nc   | nc   | nc   | nc   | 708e | 609e |
| UCI Asia Tour                         | 168e  | nc    | nc    | nc   | nc   | nc   | nc   | nc   | nc   | nc   |      |      |      |
|                                       |       |       |       |      |      |      |      |      |      |      |      |      |      |
| Légende : nc = non classéSource : UCI |       |       |       |      |      |      |      |      |      |      |      |      |      |